# Cozumelgärdsmyg
Cozumelgärdsmyg (Troglodytes beani) är en fågelart i familjen gärdsmygar inom ordningen tättingar.

## Utbredning och systematik
Fågeln förekommer enbart på ön Cozumel utanför sydöstra Mexiko. Den kategoriserades tidigare som underart till husgärdsmyg (Troglodytes aedon), men urskiljs sedan 2016 som egen art av Birdlife International och IUCN, sedan 2024 även av IOC.

## Status
Den kategoriseras av IUCN som livskraftig.